# Natasha Joubert
Natasha Joubert (sinh ngày 24 tháng 7 năm 1997) là một nữ doanh nhân, người mẫu và người đẹp người Nam Phi, cô đã dừng chân ngôi vị Á hậu 2 tại cuộc thi Hoa hậu Nam Phi 2020. Sau đó, cô được chỉ định là đại diện của Nam Phi tại cuộc thi Hoa hậu Hoàn vũ 2020. Năm 2023, cô quay trở lại cuộc thi Hoa hậu Nam Phi 2023 và dành ngôi vị cao nhất.

## Sự nghiệp
Joubert bắt đầu sự nghiệp thi hoa hậu của mình. Vào năm 2016, cô tham gia cuộc thi Hoa hậu Hoàn cầu Nam Phi 2016 và giành chiến thắng, sau đó cô đại diện Nam Phi tại Hoa hậu Hoàn cầu 2016, nơi cô dừng chân tại ngôi vị Á hậu 4.
Năm 2020, Joubert đăng ký tham gia cuộc thi Hoa hậu Nam Phi 2020 và đạt được ngôi vị Á hậu 2.
Sau đó, cô được ban tổ chức trao quyền là đại diện cho Nam Phi tại Hoa hậu Hoàn vũ 2020. Mặc dù cô được đánh giá rất cao, nhưng cô đã không lọt vào Top 21.